# Baardvleermuis
De baardvleermuis (Myotis mystacinus) is een vleermuis van de familie der gladneuzen (Vespertilionidae).

## Herkenning
De baardvleermuis is de kleinste Europese soort uit het geslacht Myotis. Het dier lijkt erg veel op de Brandts vleermuis en is daarvan alleen door de kenner te onderscheiden. De baardvleermuis wordt ook wel de gewone baardvleermuis of kleine baardvleermuis genoemd. De Brandts vleermuis wordt ook wel de "grote baardvleermuis" genoemd. De dieren werden voor een lange tijd beschouwd als één soort.
Volwassen exemplaren worden tussen de vier en acht gram zwaar en hebben een spanwijdte van maximaal 190 tot 250 millimeter. Ze worden 3,5 tot 5 centimeter groot en de lengte van de onderarm kan variëren van 32 tot 36 millimeter. De dieren zijn donker van kleur, meestal donkerbruin tot bruingrijs, een enkele keer tot lichtbruin. De snuit, oren en vleugels zijn zwartbruin.
Het geluid dat ze maken heeft een frequentie van 30 à 75 kilohertz, waardoor het buiten het menselijk gehoorbereik ligt en slechts met zogenaamde vleermuisdetectoren waar te nemen is. Ook dan is het vrijwel niet te onderscheiden van de grote baardvleermuis. De vlucht van de kleine baardvleermuis is enigszins fladderend en betrekkelijk langzaam.

## Habitat en voedsel

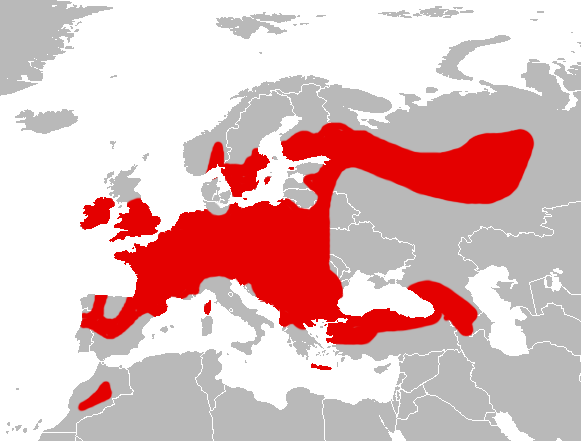
Verspreidingsgebied

De kleine baardvleermuis komt in het overgrote deel van Europa voor, met name in en in de buurt van bossen, tot een hoogte van 1923 meter in de Alpen in de zomer, tot 2400 meter in de winter. Kraamkoloniën bevinden zich tot op 1670 meter hoogte. Hij ontbreekt in het grootste gedeelte van Spanje en Portugal, Zuid-Italië, Schotland, IJsland en Noord-Scandinavië. Ook in het grootste gedeelte van Azië komt hij voor, van Turkije oostwaarts tot Maleisië, Korea en Japan. In Nederland is het dier vooral in Zuid-Limburg aan te treffen, maar hij is in vrijwel het gehele land te vinden.
Het dier houdt van parkachtig landschap, dorpen, tuinen en open weiden, vaak in de nabijheid van water. Op de Balkan komt hij ook geregeld voor in karstgebieden. Hij jaagt voornamelijk op vliegende insecten als langpootmuggen, dansmuggen, haften, vliegen, kevers en motten, maar vangt ook spinnen en rupsen op planten. Een kwartier tot een half uur na zonsondergang vliegt hij meestal uit. Er is een activiteitspiek vlak na zonsondergang en vlak voor zonsopgang. Soms is hij ook overdag actief. Zijn jachtgebied ligt één à drie kilometer van zijn dagverblijf. Hij vliegt laag over de grond (tot zes meter), of volgt heggen. Geregeld houdt hij pauzes, hangend aan een tak.
's Zomers leven de vrouwtjes met hun jongen in kraamkolonies, die 20 tot wel 70 vrouwtjes kunnen omvatten. Soms wordt deze kraamkolonie gedeeld met andere vleermuizen, voornamelijk dwergvleermuis, maar ook grootoorvleermuis en Brandts vleermuis. De mannetjes leven dan alleen. Zowel 's zomers als 's winters kunnen ze gebruikmaken van door de mens gemaakte voorzieningen als tussen de muren in oude gebouwen, maar ook leven ze in grotten en bomen, onder de bast. Baardvleermuizen hebben een voorkeur voor spleten als verblijfplaats. Waarnemingen in de stad zijn goed mogelijk.
's Winters geven ze een voorkeur voor ondergrondse, koele plaatsen als grotten, mijnen, bunkers en kelders. De baardvleermuis houdt een winterslaap van oktober tot maart/april. In grotten overwinteren ze vooral bij de ingang, vaak solitair of in kleine groepjes. Vaak hangen ze vrij, maar ze kunnen ook in een spleet kruipen.

## Voortplanting
de paartijd loopt van de herfst tot de lente, en gaat in de overwinteringstijd door. In mei gaan de vrouwtjes de kraamkolonies in. In juni worden de jongen geboren. Een vrouwtje krijgt één jong per jaar, maar een tweeling komt ook voor. Het jong is bij de geboorte 2 gram zwaar. Na zes weken kan het jong zelf vliegen en wordt het gespeend. Na 15 maanden zijn de vrouwtjes geslachtsrijp, een enkele al na drie maanden. Eind augustus verlaten de vrouwtjes de kraamkoloniën. De baardvleermuis wordt maximaal 23 jaar oud, maar gemiddeld worden ze maar een jaar of vier.

## De baardvleermuis in Nederland en België
De baardvleermuis staat niet op de Nederlandse rode lijst en is dus volgens de opstellers van deze lijst niet bedreigd. Hij staat echter wel op de Vlaamse rode lijst. De baardvleermuis is dus wel zeer zeldzaam.